# Tsureki
Tsureki(en grec: τσουρέκι),, o xoreg (en armeni չորեկ), es tracta d'un pa dolç molt típic a les cuines de Grècia, Xipre, i Armènia.
Aquest tipus de pans a l'estil brioix és molt tradicional en altres països, com ara Hongria,de República Txeca; badnji kruh a la cuina Croàcia; colomba di pasquain a la cuina portuguesa; tortell de reis a la cuina francesa, cuina catalana i a la cuina dels Estats Units, kulich a la cuina russa; anisi a la cuina italiana, i jalà a la cuina jueva.

## Tradicions gregues
Es tracta d'un pa tipus brioix (cobert amb llavors de sèsam) que és conegut en diferents cuines del mediterrani oriental i que tradicionalment està associat amb els dinars de celebració de la Setmana Santa, Nadal i Cap d'Any.

### Tsureki/Lambropsomo: Pa de pasqua

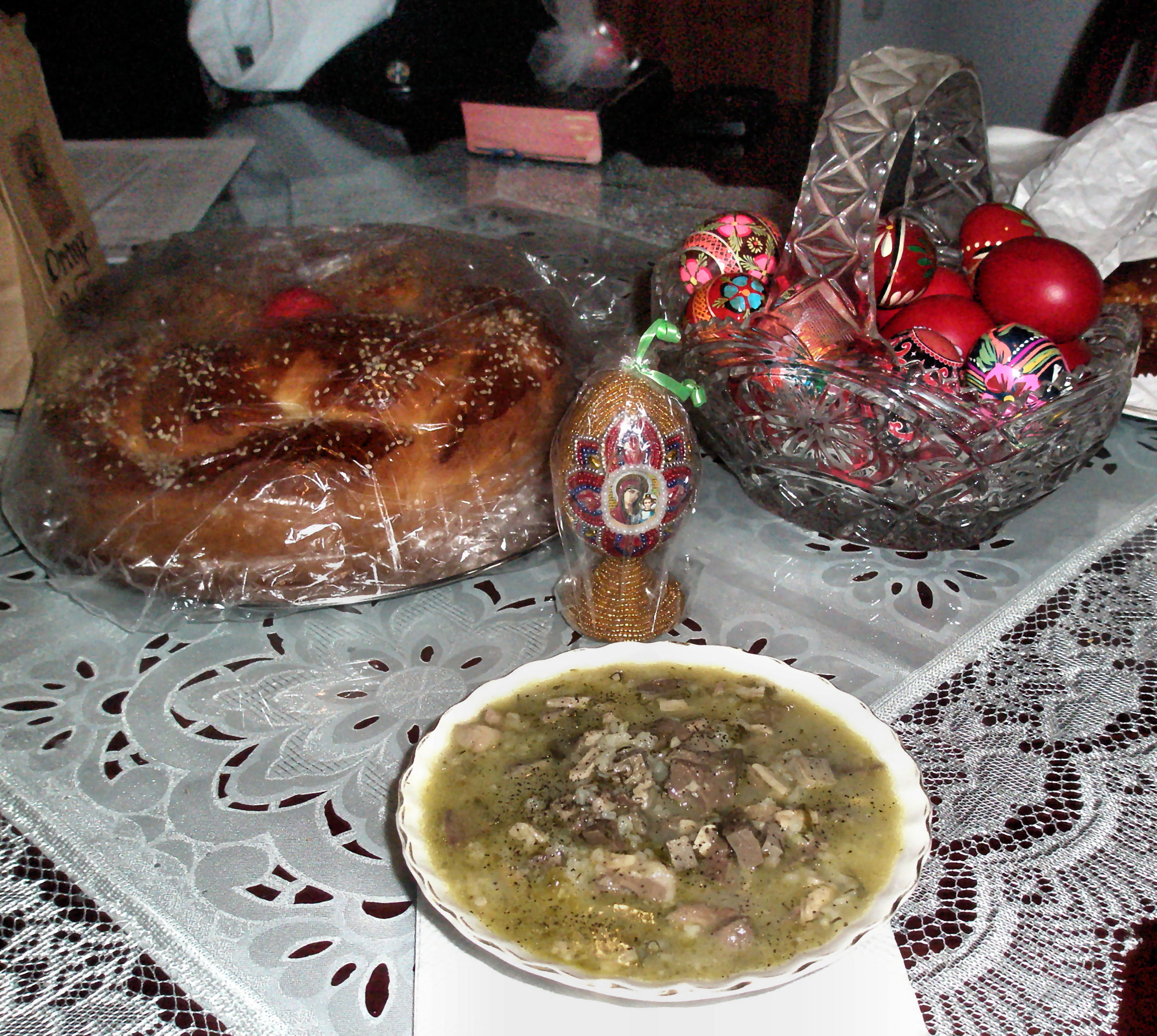
Tradicional menjar grec de Pasqua amb lambropsomo

Τσουρέκι/λαμπρόψωμο: simbolitza la resurrecció de Crist. La paraula grega lambropsomo és una combinació de dues paraules: lambro (en grec: λαμπρό) que significa «llum brillant»; i psomo (en grec: -ψωμο procedent de ψωμί) que significa pa: lambropsomo es tradueix com a pa lluent o el pa d'epifania, representant la llum donada als cristians per la resurrecció de Crist. Aquest pa posseeix una forma rodona i està recobert de llavors de sèsam. S'adorna amb un ou de Pasqua de color vermell i de vegades amb capolls de rosa emprats com a decoració. L'ou de pasqua s'acoloreix per representar la sang de crist, els ous representen en aquest pa la vida nova que porta la primavera. S'acostuma a servir com a celebració de la resurrecció de Jesús.
La recepta tradicional per a l'elaboració d'aquest pa conté llavors de cireres salvatges del mediterrani denominades makhlepi, (en grec: μαχλέπι) que li confereixen al pa una aroma deliciosa. Les llavors de la cirera makhlepi són adorades entre els grecs com una de les espècies típiques del tsureki, encara que la gent escull cada vegada menys realitzar aquest pa amb aquesta essència que s'utilitz] abundantment en la cuina grega. Més recentment s'aromatitza amb el menys tradicional gust de vainilla. De vegades el tsureki és emprat com un regal d'ocasions especials, per exemple, s'acostuma a regalar a la pasqua als nens o avis.

### Christopsomo: Pa de Nadal
Χριστόψωμο: literalment significa «pa de Crist». És un pa grec decorat en forma de la creu cristiana. De vegades es grava sobre el pa la data de la celebració, naixement, aniversari. De vegades s'aromatitza amb fruits del ficus, anissos, taronges i de vegades conté mastiihi, una resina resseca del pi. El pa se serveix amb mel com a celebració de Nadal. Les famílies deixen el pa damunt la taula en la creença que Crist vindrà i menjarà d'ell durant la nit. El pa és molt freqüent a les cases ortodoxes gregues i la seva elaboració és considerada una operació sagrada.

### Vasilopita: Pa de Cap d'Any
El pa servit durant el Nadal com un brioix, denominat Vasilopita (Βασιλόπιτα) i que de vegades és substituït per un tsureki. La vasilópita és l'equivalent al nostre Tortell de Reis, de fet, significa Brioix de Reis. La vasilópita ha de portar una moneda, un táliro antigament, en el seu interior i a qui li toqui li portarà bona sort.

## Vegeu també

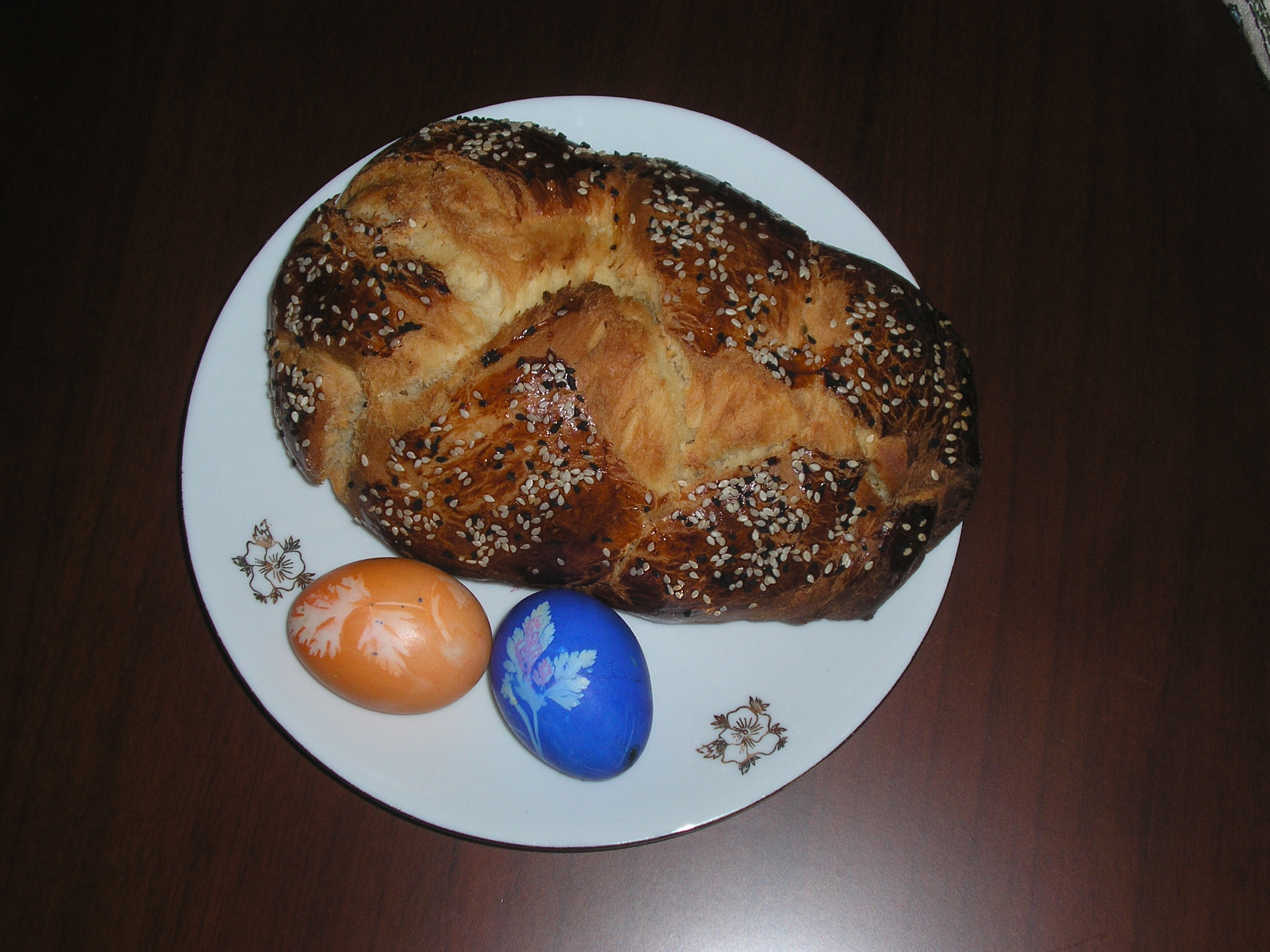
Paskalya çöreği turc

## Nota
1. ↑  Investigacions etimològiques suggereixen que la paraula grega tsoureki prové del turc[2]